# Vanessa Lee Evigan
Vanessa Lee Evigan (18 de março de 1981) é uma atriz dos Estados Unidos.
Ela é filha de Greg Evigan e da atriz e modelo Pamela C. Serpe.
E namorou seis anos com Rob Bourdon